# Microcercus dartevellei
Microcercus dartevellei är en kräftdjursart som beskrevs av Arcangeli 1950. Microcercus dartevellei ingår i släktet Microcercus och familjen Eubelidae. Inga underarter finns listade i Catalogue of Life.